# حزب الأحرار المستقلين
حزب الأحرار المستقلين (بالفرنسية: Parti des libéraux indépendants)‏ هو حزب سياسي مغربي أسسه محمد الرشيد ملين عام 1937.